# Anarchopterus tectus
Anarchopterus tectus — вид риб родини Іглицеві (Syngnathidae). Поширені на заході Атлантичного океану від Флориди до Аргентини, також в Мексиканській затоці. Невеличка рибка, розміром максимально 12,5 см.

## Біологія
Мешкає серед черепахової трави, як правило, по морських бухтах з боку островів. Яйцеживородні. Самець виношує яйця у виводковій сумці, яка знаходиться під хвостом.